# Campionato mondiale di hockey su ghiaccio Under-20 2015
Il 39º Campionato mondiale di hockey su ghiaccio U-20 è stato assegnato dall'International Ice Hockey Federation al Canada, che lo ha ospitato nelle città di Toronto e Montréal nel periodo tra il 26 dicembre 2014 e il 5 gennaio 2015. Questa è stata l'undicesima volta che il Canada ha organizzato il torneo dopo le edizioni 1978, 1986, 1991, 1995, 1999, 2003, 2006, 2009, 2010 e 2012. In passato Montréal fu la sede della prima edizione nel 1978 mentre per Toronto si trattò del primo campionato mondiale IIHF ospitato nella città; le due metropoli si aggiudicarono inoltre l'organizzazione congiunta dei mondiali del 2017. Nella finale il Canada ha sconfitto la Russia per 5-4 e si è aggiudicata il sedicesimo titolo di categoria, tornando al successo dopo il titolo del 2009. Nella finale per il terzo posto invece la Slovacchia ha sconfitto la Svezia per 4-2 conquistando così la medaglia di bronzo.

## Campionato di gruppo A

### Stadi
- L'Air Canada Centre di Toronto, sede dei match casalinghi dei Toronto Maple Leafs della National Hockey League, ha ospitato le gare del Girone B, lo spareggio per non retrocedere, due quarti di finale, semifinali e finali. L'arena polivalente fu inaugurata nel 1999 e può ospitare fino ad un massimo di 19.746 spettatori.
- Il Centre Bell di Montréal, costruito nel 1996, è il palazzetto dei Canadiens de Montréal, franchigia della National Hockey League. Ha ospitato le gare del Girone A e due quarti di finale. Il palazzetto può contenere 21.273 spettatori.

### Partecipanti
Al torneo prendono parte 10 squadre:
| 8 dall'Europa     | Danimarca | Finlandia   | Germania | Rep. Ceca |  |
| 8 dall'Europa     | Russia    | Slovacchia  | Svezia   | Svizzera  |  |
| 2 dal Nordamerica | Canada    | Stati Uniti |          |           |  |

### Gironi preliminari
Le quattro migliori squadre di ciascun girone accedono ai quarti di finale, mentre le due squadre giunte all'ultimo posto in classifica si sfidano in uno spareggio al meglio delle tre gare per evitare la retrocessione in Prima Divisione.

#### Girone A
| Montréal 26 dicembre 2014, ore 15:00 UTC-5 | Finlandia      | 1 – 2 (d.t.s.) (1-1; 0-0; 0-0; 0-0) referto | Stati Uniti | Centre Bell (8.006 spett.) |
| Shootout 0 – 1                             |                |                                             |             |                            |
|                                            |                |                                             |             |                            |
|                                            | Shootout 0 – 1 |                                             |             |                            |

| Montréal 26 dicembre 2014, ore 20:00 UTC-5 | Canada | 8 – 0 (3-0; 4-0; 1-0) referto | Slovacchia | Centre Bell (14.142 spett.) |

| Montréal 27 dicembre 2014, ore 16:00 UTC-5 | Slovacchia | 2 – 1 (1-1; 1-0; 0-0) referto | Finlandia | Centre Bell (6.007 spett.) |

| Montréal 27 dicembre 2014, ore 20:00 UTC-5 | Germania | 0 – 4 (0-2; 0-0; 0-0) referto | Canada | Centre Bell (12.733 spett.) |

| Montréal 28 dicembre 2014, ore 20:00 UTC-5 | Stati Uniti | 6 – 0 (2-0; 2-0; 2-0) referto | Germania | Centre Bell (7.000 spett.) |

| Montréal 29 dicembre 2014, ore 16:00 UTC-5 | Stati Uniti | 3 – 0 (0-0; 1-0; 2-0) referto | Slovacchia | Centre Bell (8.798 spett.) |

| Montréal 29 dicembre 2014, ore 20:00 UTC-5 | Finlandia | 1 – 4 (0-1; 1-1; 0-2) referto | Canada | Centre Bell (15.718 spett.) |

| Montréal 30 dicembre 2014, ore 20:00 UTC-5 | Slovacchia | 5 – 2 (3-1; 0-0; 2-1) referto | Germania | Centre Bell (5.568 spett.) |

| Montréal 31 dicembre 2014, ore 16:00 UTC-5 | Canada | 5 – 3 (0-0; 2-1; 3-2) referto | Stati Uniti | Centre Bell (18.295 spett.) |

| Montréal 31 dicembre 2014, ore 20:00 UTC-5 | Germania | 0 – 2 (0-1; 0-1; 0-0) referto | Finlandia | Centre Bell (3.991 spett.) |

| Pos. |             | PG | V | VOT | POT | P | GF | GS | DR  | Pt |
| 1.   | Canada      | 4  | 4 | 0   | 0   | 0 | 21 | 4  | +17 | 12 |
| 2.   | Stati Uniti | 4  | 2 | 1   | 0   | 1 | 14 | 6  | +8  | 8  |
| 3.   | Slovacchia  | 4  | 2 | 0   | 0   | 2 | 7  | 14 | -7  | 6  |
| 4.   | Finlandia   | 4  | 1 | 0   | 1   | 2 | 5  | 8  | -3  | 4  |
| 5.   | Germania    | 4  | 0 | 0   | 0   | 4 | 0  | 12 | -12 | 0  |

#### Girone B
| Toronto 26 dicembre 2014, ore 13:00 UTC-5 | Danimarca      | 2 – 3 (d.t.s.) (2-0; 0-1; 0-1; 0-0) referto | Russia | Air Canada Centre (12.412 spett.) |
| Shootout 0 – 1                            |                |                                             |        |                                   |
|                                           |                |                                             |        |                                   |
|                                           | Shootout 0 – 1 |                                             |        |                                   |

| Toronto 26 dicembre 2014, ore 17:00 UTC-5 | Svezia | 5 – 2 (2-0; 1-2; 2-0) referto | Rep. Ceca | Air Canada Centre (13.077 spett.) |

| Toronto 27 dicembre 2014, ore 13:00 UTC-5 | Danimarca | 1 – 5 (0-3; 1-2; 0-0) referto | Svezia | Air Canada Centre (13.018 spett.) |

| Toronto 27 dicembre 2014, ore 17:00 UTC-5 | Rep. Ceca | 2 – 5 (2-2; 0-3; 0-0) referto | Svizzera | Air Canada Centre (12.926 spett.) |

| Toronto 28 dicembre 2014, ore 17:00 UTC-5 | Svizzera | 0 – 7 (0-3; 0-2; 0-2) referto | Russia | Air Canada Centre (15.125 spett.) |

| Toronto 29 dicembre 2014, ore 13:00 UTC-5 | Rep. Ceca | 4 – 3 (d.t.s.) (1-1; 1-1; 1-1) referto | Danimarca | Air Canada Centre (12.038 spett.) |

| Toronto 29 dicembre 2014, ore 17:00 UTC-5 | Svezia | 3 – 2 (1-0; 0-1; 2-1) referto | Russia | Air Canada Centre (16.710 spett.) |

| Toronto 30 dicembre 2014, ore 17:00 UTC-5 | Svizzera       | 3 – 4 (d.t.s.) (2-1; 1-2; 0-0; 0-0) referto | Danimarca | Air Canada Centre (13.263 spett.) |
| Shootout 0 – 1                            |                |                                             |           |                                   |
|                                           |                |                                             |           |                                   |
|                                           | Shootout 0 – 1 |                                             |           |                                   |

| Toronto 31 dicembre 2014, ore 13:00 UTC-5 | Svizzera | 1 – 5 (1-1; 0-4; 0-0) referto | Svezia | Air Canada Centre (13.857 spett.) |

| Toronto 31 dicembre 2014, ore 17:00 UTC-5 | Russia | 1 – 4 (0-1; 1-1; 0-2) referto | Rep. Ceca | Air Canada Centre (12.566 spett.) |

| Pos. |           | PG | V | VOT | POT | P | GF | GS | DR  | Pt |
| 1.   | Svezia    | 4  | 4 | 0   | 0   | 0 | 18 | 6  | +12 | 12 |
| 2.   | Rep. Ceca | 4  | 1 | 1   | 0   | 2 | 12 | 14 | -2  | 5  |
| 3.   | Russia    | 4  | 1 | 1   | 0   | 2 | 13 | 9  | +4  | 5  |
| 4.   | Danimarca | 4  | 0 | 1   | 2   | 1 | 10 | 15 | -5  | 4  |
| 5.   | Svizzera  | 4  | 1 | 0   | 1   | 2 | 9  | 18 | -9  | 4  |

### Spareggio per non retrocedere
Le ultime due classificate di ogni raggruppamento si sfidano al meglio delle tre gare. La perdente dello spareggio viene retrocessa in Prima Divisione.
| Toronto 2 gennaio 2015, ore 11:00 UTC-5 | Svizzera | 5 – 2 (1-0; 3-1; 1-1) referto | Germania | Air Canada Centre (7.409 spett.) |

| Toronto 3 gennaio 2015, ore 19:00 UTC-5 | Germania | 2 – 5 (1-2; 1-1; 0-2) referto | Svizzera | Air Canada Centre (8.392 spett.) |

### Fase a eliminazione diretta
|  | Quarti di finale | Quarti di finale | Quarti di finale |            |        | Semifinali | Semifinali | Semifinali |            |                 | Finale          | Finale          | Finale |  |
|  |                  |                  |                  |            |        |            |            |            |            |                 |                 |                 |        |  |
|  | A1               | Canada           | 8                |            |        |            |            |            |            |                 |                 |                 |        |  |
|  | A1               | Canada           | 8                |            |        |            |            |            |            |                 |                 |                 |        |  |
|  | B4               | Danimarca        | 0                |            |        |            |            |            |            |                 |                 |                 |        |  |
|  | B4               | Danimarca        | 0                |            | Canada | Canada     | 5          |            |            |                 |                 |                 |        |  |
|  |                  |                  |                  |            | Canada | Canada     | 5          |            |            |                 |                 |                 |        |  |
|  |                  |                  | Slovacchia       | Slovacchia | 1      |            |            |            |            |                 |                 |                 |        |  |
|  | B2               | Rep. Ceca        | Slovacchia       | Slovacchia | 1      | 0          |            |            |            |                 |                 |                 |        |  |
|  | B2               | Rep. Ceca        |                  |            |        |            |            |            |            |                 |                 |                 |        |  |
|  | A3               | Slovacchia       | 3                |            |        |            |            |            |            |                 |                 |                 |        |  |
|  | A3               | Slovacchia       | 3                |            | Canada | Canada     | 5          |            |            |                 |                 |                 |        |  |
|  |                  |                  |                  |            |        |            |            |            |            |                 |                 |                 |        |  |
|  |                  |                  | Russia           | Russia     | 4      |            |            |            |            |                 |                 |                 |        |  |
|  | A2               | Stati Uniti      | Russia           | Russia     | 4      | 2          |            |            |            |                 |                 |                 |        |  |
|  | A2               | Stati Uniti      |                  |            |        | 2          |            |            |            |                 |                 |                 |        |  |
|  | B3               | Russia           | 3                |            |        |            |            |            |            |                 |                 |                 |        |  |
|  | B3               | Russia           | 3                |            | Russia | Russia     | 4          |            |            | Finale 3º posto | Finale 3º posto | Finale 3º posto |        |  |
|  |                  |                  |                  |            | Russia | Russia     | 4          |            |            |                 |                 |                 |        |  |
|  |                  |                  | Svezia           | Svezia     | 1      |            |            |            |            |                 |                 |                 |        |  |
|  | B1               | Svezia           | Svezia           | Svezia     | 1      | 6          |            |            | Slovacchia | Slovacchia      | 4               |                 |        |  |
|  | B1               | Svezia           |                  |            |        |            |            |            | Slovacchia | Slovacchia      | 4               |                 |        |  |
|  | A4               | Finlandia        | 3                |            |        | Svezia     | Svezia     | 2          |            |                 |                 |                 |        |  |

#### Quarti di finale
| Montréal 2 gennaio 2015, ore 13:00 UTC-5 | Stati Uniti | 2 – 3 (0-2; 1-0; 1-1) referto | Russia | Centre Bell (8.694 spett.) |

| Toronto 2 gennaio 2015, ore 15:00 UTC-5 | Svezia | 6 – 3 (0-0; 3-3; 3-0) referto | Finlandia | Air Canada Centre (14.440 spett.) |

| Montréal 2 gennaio 2015, ore 17:00 UTC-5 | Rep. Ceca | 0 – 3 (0-1; 0-0; 0-2) referto | Slovacchia | Centre Bell (7.696 spett.) |

| Toronto 2 gennaio 2015, ore 20:00 UTC-5 | Canada | 8 – 0 (2-0; 3-0; 3-0) referto | Danimarca | Air Canada Centre (18.448 spett.) |

#### Semifinali
| Toronto 4 gennaio 2015, ore 16:00 UTC-5 | Svezia | 1 – 4 (0-0; 0-2; 1-2) referto | Russia | Air Canada Centre (15.400 spett.) |

| Toronto 4 gennaio 2015, ore 20:00 UTC-5 | Canada | 5 – 1 (1-0; 2-1; 2-0) referto | Slovacchia | Air Canada Centre (18.002 spett.) |

#### Finale per il 3º posto
| Toronto 5 gennaio 2015, ore 16:00 UTC-5 | Svezia | 2 – 4 (2-2; 0-0; 0-2) referto | Slovacchia | Air Canada Centre (13.625 spett.) |

#### Finale
| Toronto 5 gennaio 2015, ore 20:00 UTC-5 | Canada | 5 – 4 (2-1; 3-3; 0-0) referto | Russia | Air Canada Centre (19.014 spett.) |

### Classifica marcatori
| Giocatore        | PG | G | A | Pt | +/- | MP |
| ---------------- | -- | - | - | -- | --- | -- |
| Sam Reinhart     | 7  | 5 | 6 | 11 | +13 | 6  |
| Nicolas Petan    | 7  | 4 | 7 | 11 | +4  | 0  |
| Connor McDavid   | 7  | 3 | 8 | 11 | +8  | 0  |
| Max Domi         | 7  | 5 | 5 | 10 | +10 | 4  |
| William Nylander | 7  | 3 | 7 | 10 | -2  | 0  |
| Curtis Lazar     | 7  | 5 | 4 | 9  | +8  | 0  |
| Oskar Lindblom   | 7  | 4 | 5 | 9  | -1  | 0  |
| Martin Réway     | 7  | 4 | 5 | 9  | -1  | 2  |
| Adrian Kempe     | 6  | 4 | 4 | 8  | 0   | 2  |
| Anthony Duclair  | 7  | 4 | 4 | 8  | +11 | 16 |

### Classifica portieri
| Giocatore       | Min    | TC  | GS | SO | MGS  | Sv%   |
| --------------- | ------ | --- | -- | -- | ---- | ----- |
| Zachary Fucale  | 300:00 | 99  | 6  | 2  | 1.20 | 93.84 |
| Igor' Šestërkin | 242:13 | 129 | 8  | 1  | 1.98 | 93.80 |
| Thatcher Demko  | 241:42 | 112 | 7  | 1  | 1.74 | 93.75 |
| Denis Godla     | 391:35 | 242 | 18 | 1  | 2.76 | 92.56 |
| Ville Husso     | 183:12 | 97  | 7  | 1  | 2.29 | 92.31 |

### Classifica finale
| Pos | Squadra     |
| --- | ----------- |
| 1   | Canada      |
| 2   | Russia      |
| 3   | Slovacchia  |
| 4   | Svezia      |
| 5   | Stati Uniti |
| 6   | Rep. Ceca   |
| 7   | Finlandia   |
| 8   | Danimarca   |
| 9   | Svizzera    |
| 10  | Germania    |

| Promossa nel Gruppo A:         | Bielorussia |
| Retrocessa in Prima Divisione: | Germania    |

#### Riconoscimenti
Riconoscimenti individuali
| Premio                  | Giocatore          |
| ----------------------- | ------------------ |
| Miglior giocatore (MVP) | Denis Godla        |
| Miglior portiere        | Denis Godla        |
| Miglior difensore       | Vladislav Gavrikov |
| Miglior attaccante      | Max Domi           |

All-Star Team

| Attacco:  | Sam Reinhart - Max Domi - Connor McDavid |
| Difesa:   | Gustav Forsling - Josh Morrissey         |
| Portiere: | Denis Godla                              |

## Prima Divisione
Il Campionato di Prima Divisione si è svolto in due gironi all'italiana. Il Gruppo A ha giocato ad Asiago, in Italia, fra il 14 e il 20 dicembre 2014. Il Gruppo B ha giocato a Dunaújváros, in Ungheria, fra il 14 e il 20 dicembre 2014:

### Gruppo A
| Pos. |             | PG | V | VOT | POT | P | GF | GS | DR  | Pt |
| 1.   | Bielorussia | 5  | 4 | 1   | 0   | 0 | 22 | 9  | +13 | 14 |
| 2.   | Norvegia    | 5  | 2 | 2   | 0   | 1 | 16 | 11 | +5  | 10 |
| 3.   | Lettonia    | 5  | 2 | 0   | 1   | 2 | 15 | 11 | +4  | 7  |
| 4.   | Italia      | 5  | 1 | 1   | 0   | 3 | 16 | 22 | -6  | 5  |
| 5.   | Austria     | 5  | 1 | 0   | 2   | 2 | 21 | 27 | -6  | 4  |
| 6.   | Slovenia    | 5  | 1 | 0   | 1   | 3 | 17 | 27 | -10 | 4  |

| Promossa nel Gruppo A: Bielorussia | Retrocessa in Prima Divisione B: Slovenia |

Migliori giocatori
- Miglior portiere:  Matīss Kivlenieks
- Miglior difensore:  Matias Norstebo
- Miglior attaccante:  Dmitri Ambrozheicik

### Gruppo B
| Pos. |            | PG | V | VOT | POT | P | GF | GS | DR  | Pt |
| 1.   | Kazakistan | 5  | 5 | 0   | 0   | 0 | 23 | 9  | +14 | 15 |
| 2.   | Ucraina    | 5  | 2 | 1   | 0   | 2 | 10 | 11 | -1  | 8  |
| 3.   | Polonia    | 5  | 2 | 0   | 1   | 2 | 13 | 15 | -2  | 7  |
| 4.   | Francia    | 5  | 2 | 0   | 1   | 2 | 11 | 13 | -2  | 7  |
| 5.   | Giappone   | 5  | 1 | 1   | 0   | 3 | 15 | 17 | -2  | 5  |
| 6.   | Ungheria   | 5  | 0 | 1   | 1   | 3 | 9  | 16 | -7  | 3  |

| Promossa in Prima Divisione A: Kazakistan | Retrocesso in Seconda Divisione A: Ungheria |

## Seconda Divisione
Il Campionato di Seconda Divisione si è svolto in due gironi all'italiana. Il Gruppo A ha giocato a Tallinn, in Estonia, fra il 7 e il 13 dicembre 2014. Il Gruppo B ha giocato a Jaca, in Spagna, fra il 13 e il 19 dicembre 2014:

### Gruppo A
| Pos. |               | PG | V | VOT | POT | P | GF | GS | DR  | Pt |
| 1.   | Regno Unito   | 5  | 4 | 1   | 0   | 0 | 22 | 13 | +9  | 14 |
| 2.   | Lituania      | 5  | 2 | 1   | 1   | 1 | 24 | 19 | +5  | 9  |
| 3.   | Corea del Sud | 5  | 2 | 1   | 1   | 1 | 18 | 18 | 0   | 9  |
| 4.   | Paesi Bassi   | 5  | 1 | 1   | 0   | 3 | 18 | 16 | +2  | 5  |
| 5.   | Estonia       | 5  | 1 | 0   | 1   | 3 | 12 | 22 | -10 | 4  |
| 6.   | Romania       | 5  | 1 | 0   | 1   | 3 | 18 | 24 | -6  | 4  |

| Promossa in Prima Divisione B: Regno Unito | Retrocessa in Seconda Divisione B: Romania |

### Gruppo B
| Pos. |           | PG | V | VOT | POT | P | GF | GS | DR  | Pt |
| 1.   | Croazia   | 5  | 5 | 0   | 0   | 0 | 22 | 9  | +13 | 15 |
| 2.   | Spagna    | 5  | 4 | 0   | 0   | 1 | 27 | 10 | +17 | 12 |
| 3.   | Australia | 5  | 2 | 0   | 1   | 2 | 15 | 15 | 0   | 7  |
| 4.   | Belgio    | 5  | 1 | 1   | 1   | 2 | 15 | 17 | -2  | 6  |
| 5.   | Serbia    | 5  | 1 | 1   | 0   | 3 | 9  | 19 | -10 | 5  |
| 6.   | Islanda   | 5  | 0 | 0   | 0   | 5 | 11 | 29 | -18 | 0  |

| Promossa in Seconda Divisione A: Croazia | Retrocessa in Terza Divisione: Islanda |

## Terza Divisione
Il Campionato di Terza Divisione si è svolto in un unico girone all'italiana a Dunedin, in Nuova Zelanda, fra il 20 e il 25 gennaio 2015.
| Pos. |               | PG | V | VOT | POT | P | GF | GS | DR  | Pt |
| 1.   | Cina          | 4  | 4 | 0   | 0   | 0 | 29 | 3  | +26 | 12 |
| 2.   | Nuova Zelanda | 4  | 2 | 0   | 1   | 1 | 13 | 11 | +2  | 7  |
| 3.   | Messico       | 4  | 1 | 1   | 0   | 2 | 8  | 10 | -2  | 5  |
| 4.   | Sudafrica     | 4  | 1 | 0   | 0   | 3 | 4  | 22 | -18 | 3  |
| 5.   | Turchia       | 4  | 1 | 0   | 0   | 3 | 7  | 15 | -8  | 3  |

| Promossa in Seconda Divisione B: Cina | Retrocessa dalla Seconda Divisione B: Islanda |